# Капович Ісаак Ісайович
Ісаак Ісаєвич Капович (справжнє прізвище Коган; 1896, Леово, Бендерський повіт, Бессарабська губернія - 1972, Харків) - радянський педагог, економіст, організатор освіти.

## Біографія
Навчався в Кишинівському комерційному училищі і на історико-філологічному факультеті Петербурзького університету, закінчив Новоросійський університет в Одесі. Був членом президії одеського комітету Товариства поширення ремісничої праці серед євреїв Росії. Член Бунда з 1917 року та КП(б)У з 1921 року, член губернського бюро єврейської секції Одеського губернського комітету КП(б)У. З 8 грудня 1923 по 1 вересня 1929 року був професором політекономії та історичного матеріалізму та завідувачем єврейського сектору (деканом єврейського відділу). І. І. Капович був також членом педагогічної та суспільствознавчої комісій сектору, які займалися розробкою навчальних планів та програм, питаннями методики та педагогічної практики, входив до комісії «Записок Одеського ІНО» . Літературну базу для навчальної та наукової підготовки студентів та викладачів сектору забезпечувала Одеська єврейська академічна бібліотека імені Менделе Мойхер-Сфоріма. Студенти набиралися за квотами із семи губерній Української РСР.
У 1930 році був знову організований Одеський державний університет і єврейський сектор ОІНО був переведений в новий Одеський інститут соціального виховання, а І. І. Капович був направлений в [Харків], де працював професором політекономії в Харківському університеті.
Був заарештований в 1937 році в Харкові, засуджений на 10 років ІТЛ за звинуваченням у шпигунстві, відбував покарання в Комі АРСР (звільнений в 1949 році), реабілітований в 1955 році. Згодом знову викладав у Харківському університеті.

## Сім'я
- Дружина - Гіта Хаїмівна Френкель (1897-1958), уродженка Кишиніву, викладач.
  - Сини - Ері (1928-1998), військовослужбовець, і Юлій (1932-2011), архітектор.
    - Внуки — поет і прозаїк Капович, Катя Капович, математики Капович, Михайло Ерикович, Михайло Капович, Капович, Віталій Ерикович Віталій Капович і Капович, Ілля Ерикович |Ілля Капович]][8].